# Tony Conrad: Completely in the Present
Tony Conrad: Completely in the Present je americký dokumentární film režiséra Tylera Hubbyho z roku 2016. Snímek se zabývá hudebníkem, režisérem a pedagogem Tonym Conradem, který necelé dva měsíce před premiérou zemřel. Hubby dokončil střih filmu jeden den před Conradovou smrtí. Hubby se s Conradem poprvé setkal v roce 1994 a od té doby střádal materiál pro tento film. Kromě Conrada ve filmu vystupovali například David Grubbs, Branden W. Joseph a Tony Oursler. Snímek měl premiéru na Chicago Underground Film Festival. Nedlouho poté byl představen i na dalších festivalech v mnoha zemích po celém světě – kromě USA také například ve Francii, Spojeném království či Japonsku. V únoru 2017 byl uveden také v Praze a Brně, a to za osobní účasti producenta Paula Williamse. Snímek byl oceněn na festivalu IndieLisboa.